# José María Caro Martínez
José María Caro Martínez (San Antonio de Petrel, 1830-Pichilemu, 11 de noviembre de 1916) fue un agricultor, político y servidor público chileno. En mayo de 1894, fue unánimemente elegido como la primera persona en ocupar el puesto de primer alcalde de la comuna de Pichilemu, junto a Pedro Nolasco de Mira y Francisco Reyes como el segundo y el tercer alcalde, respectivamente. Con anterioridad, Caro Martínez había ejercido como llavero de la hacienda San Antonio de Petrel de Pichilemu y también como subdelegado de la 13.ª subdelegación Cáhuil del departamento de San Fernando entre 1891 y 1892.
La alcaldía de Caro Martínez, que se extendió entre 1894 y 1905, ha sido calificada por el periodista e historiador local José Arraño Acevedo como «la más fecunda» en la historia de la comuna: a lo largo de sus cuatro periodos, Caro construyó caminos que conectaron a Pichilemu con San Fernando, capital del departamento, y fundó varias escuelas en Pichilemu y en lugares de la actual comuna de Marchigüe. Renunció en mayo de 1905, siendo sucedido por Francisco Javier Asalgado, y completó su cuarto término sólo como segundo alcalde.
Caro Martínez fue padre de José María, el primer cardenal de la Iglesia católica chilena; de Francisco Adriano, regidor de Pichilemu por varios periodos entre 1906 y diciembre de 1925, cuando se convirtió en el octavo alcalde de Pichilemu después de la renuncia de Luis Barahona Fornés; y de Pedro Pablo, abogado de la Universidad de Chile que ejerció como juez suplente en diferentes localidades chilenas.

## Primeros años

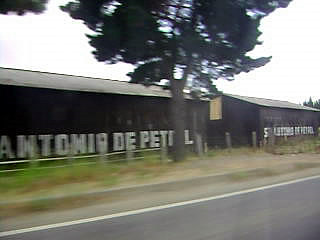
Caro Martínez fue llavero de la hacienda San Antonio de Petrel.

José María Caro Martínez nació en San Antonio de Petrel en 1830, en la antigua provincia de Colchagua, específicamente en la actual comuna de Pichilemu. La fecha exacta de su nacimiento es desconocida debido a que un incendio en la parroquia de Ciruelos quemó todas las partidas de bautizo del periodo 1830-1834. Fue hijo de Pedro Pascual Caro Gaete y de Cayetana Martínez Ríos, católicos devotos; su familia es descrita en el libro Un pastor santo, de Augusto Salinas Fuenzalida, como de una «honda fe cristiana», con sus miembros cumpliendo con «acendrada devoción los deberes del cristiano». De acuerdo a un artículo de marzo de 1944 del periódico Pichilemu, «desde niño formó su carácter en el cumplimiento de sus deberes»; el mismo artículo especifica que su carácter «se robusteció aún más en su juventud cuando hubo de soportar un accidente cuyas consecuencias lo acompañaron hasta la tumba».
Al igual que su padre, José María dedicó su vida a las actividades agrícolas, logrando amasar una «pequeña fortuna», que usaría más tarde para darle educación a sus dos hijos mayores. Caro ejerció por varios años como llavero (administrador) de la hacienda de San Antonio de Petrel, propiedad de José Vicente Ortúzar Formás. Durante su administración, la hacienda era «rica», poseían mil quinientas vacas y la producción anual de trigo era de quince mil sacos de cien kilos cada uno.
Caro Martínez vivió junto a su familia en el sector de Petrel hasta los años 1880, cuando se mudaron al sector de Quebrada del Nuevo Reino, donde residió hasta su muerte. En Petrel, se volvió un miembro activo de la parroquia de Ciruelos. De acuerdo al periodista José Arraño Acevedo, los archivos del arzobispado de Santiago —publicados anualmente— muestran que fue elegido como mayordomo de la Confraternidad del Sagrado Sacramento en 1888, 1890, 1892 y 1900.

## Carrera política

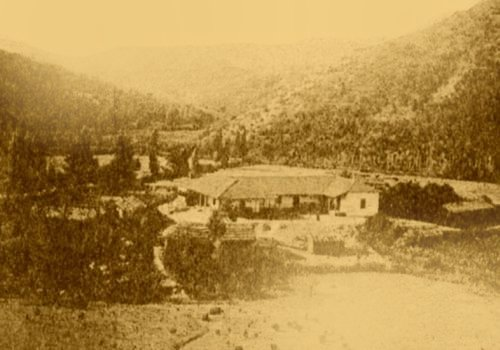
Casa de la familia Caro Martínez, en la localidad de Nuevo Reino.

Caro Martínez fue militante del Partido Conservador de Chile, cuyos dirigentes a nivel nacional lo designaron como presidente perpetuo del partido en la naciente comuna de Pichilemu. En 1891, fue designado por el presidente Jorge Montt Álvarez como subdelegado de la 13.ª subdelegación del departamento de San Fernando, que comprendía el territorio de Cáhuil, actual Pichilemu centro y alrededores. Ocupó el cargo hasta 1892, cuando fue sucedido por José Domingo Fuenzalida.
El 21 de marzo de 1894 se llevó a cabo una sesión preparatoria para crear una junta calificadora de poderes, organización encargada de las elecciones. Caro Martínez fue elegido presidente de la junta calificadora en la sesión. El 6 de mayo del mismo año se llevó a cabo la primera sesión municipal. Durante el encuentro, Caro Martínez, de 64 años, fue unánimemente elegido como el primer «primer alcalde» [sic] de la comuna de Pichilemu desde su creación. Pedro Nolasco de Mira y Francisco Reyes fueron elegidos como segundo y tercer alcalde, respectivamente, y Francisco Cerón, José Leonardo Lizana, Ceferino Rosales, Benjamín Calderón y Francisco León, como regidores.

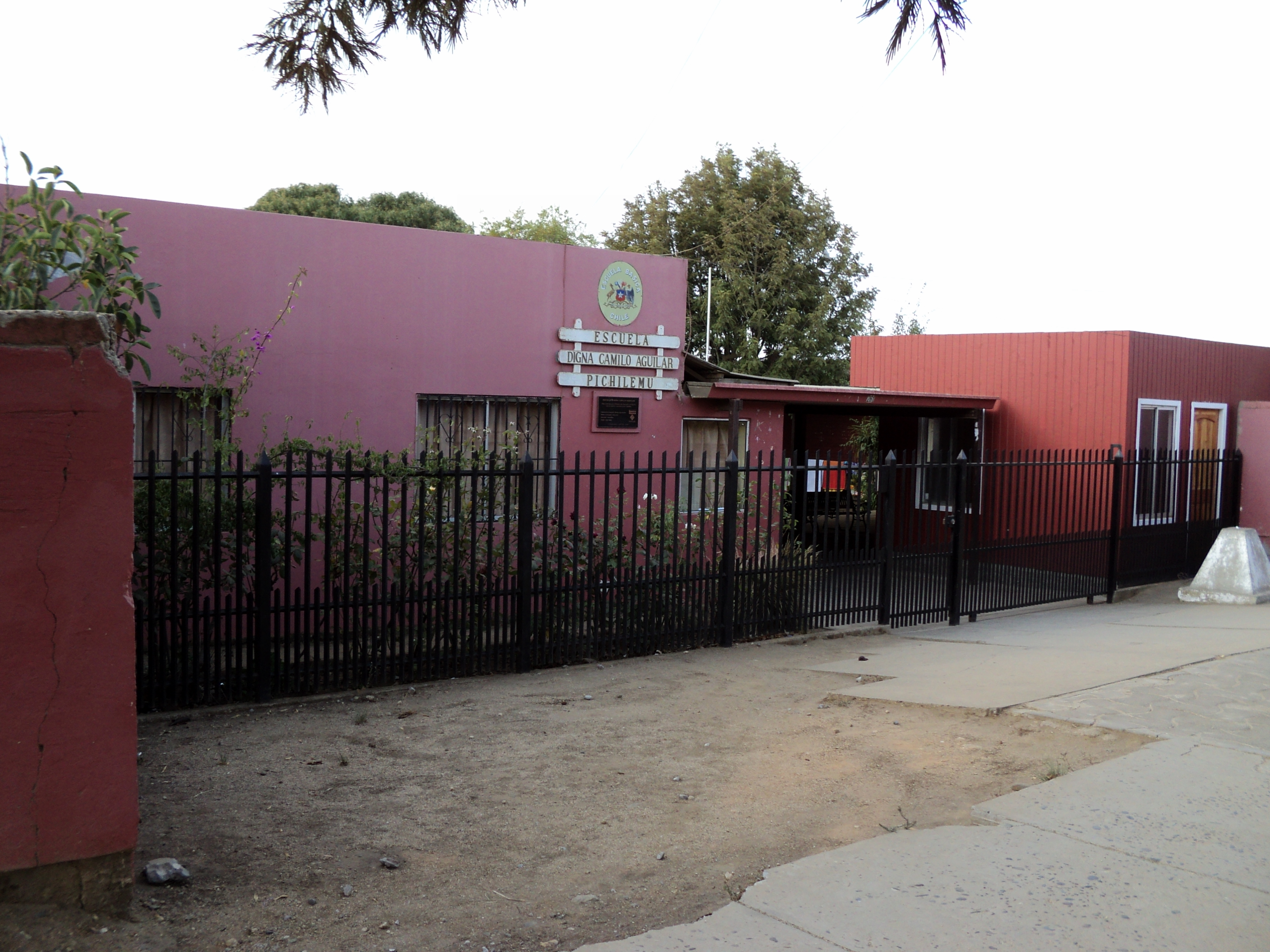
Caro Martínez fundó una escuela en Pichilemu centro, actualmente conocida como la Escuela Digna Camilo Aguilar.

Inmediatamente después de su elección, creó el cuerpo de policía local. Además, construyó caminos por toda la comuna de Pichilemu, con especial atención en aquellos que conectarían Pichilemu con el área central del departamento de San Fernando, específicamente la capital departamental, y con la capital chilena, Santiago de Chile. Como parte de este proyecto, construyó un puente sobre la marisma de Petrel, actualmente conocido como el Puente Negro, y también construyó uno en Cáhuil, conectando ese pueblo con sus salinas. También fundó las escuelas de Yerbas Buenas, Las Garzas, Trinidad, Molineros, Peñablanca, todas ellas en el actual territorio de la comuna de Marchigüe, y una en Pichilemu centro.
Entre otras obras realizadas durante la alcaldía de Caro Martínez se cuentan la entrega de la suma de 1300 pesos para el diseño de planos para la construcción del ferrocarril desde Alcones hasta Pichilemu, y la instalación de un depósito de agua, localizado en la casa del secretario municipal Albino Pulgar. Adicionalmente, el gobierno de Caro Martínez determinó los límites urbanos de la población de Pichilemu, ayudó a las víctimas de fuertes lluvias que afectaron la zona en la época, llevó fuerzas de Carabineros para enfrentar a los bandidos de los predios locales, e hizo reparaciones a los caminos de Marchigüe, Trinidad, Molineros y Peñablanca.
Caro Martínez fue reelecto primer alcalde de Pichilemu en 1897, 1900 y 1903. El 7 de mayo de 1905, un año antes de que su cuarto periodo como alcalde terminara, renunció y ejerció el resto del periodo como segundo alcalde. Después de su renuncia, Francisco Javier Asalgado fue designado primer alcalde, siendo reelegido para el cargo al año siguiente.
Su alcaldía fue calificada por el periodista e historiador local José Arraño Acevedo como «la más fecunda [...] en la vida municipal de Pichilemu». Fue descrito por Virgilio Figueroa —biógrafo de su hijo José María Caro Rodríguez— como un «individuo con espíritu público y dotes de mandatario». De acuerdo a un artículo de Washington Saldías publicado en Pichilemu News, la alcaldía de Caro Martínez ha sido «la más larga en la historia de Pichilemu».

## Últimos años, muerte y legado

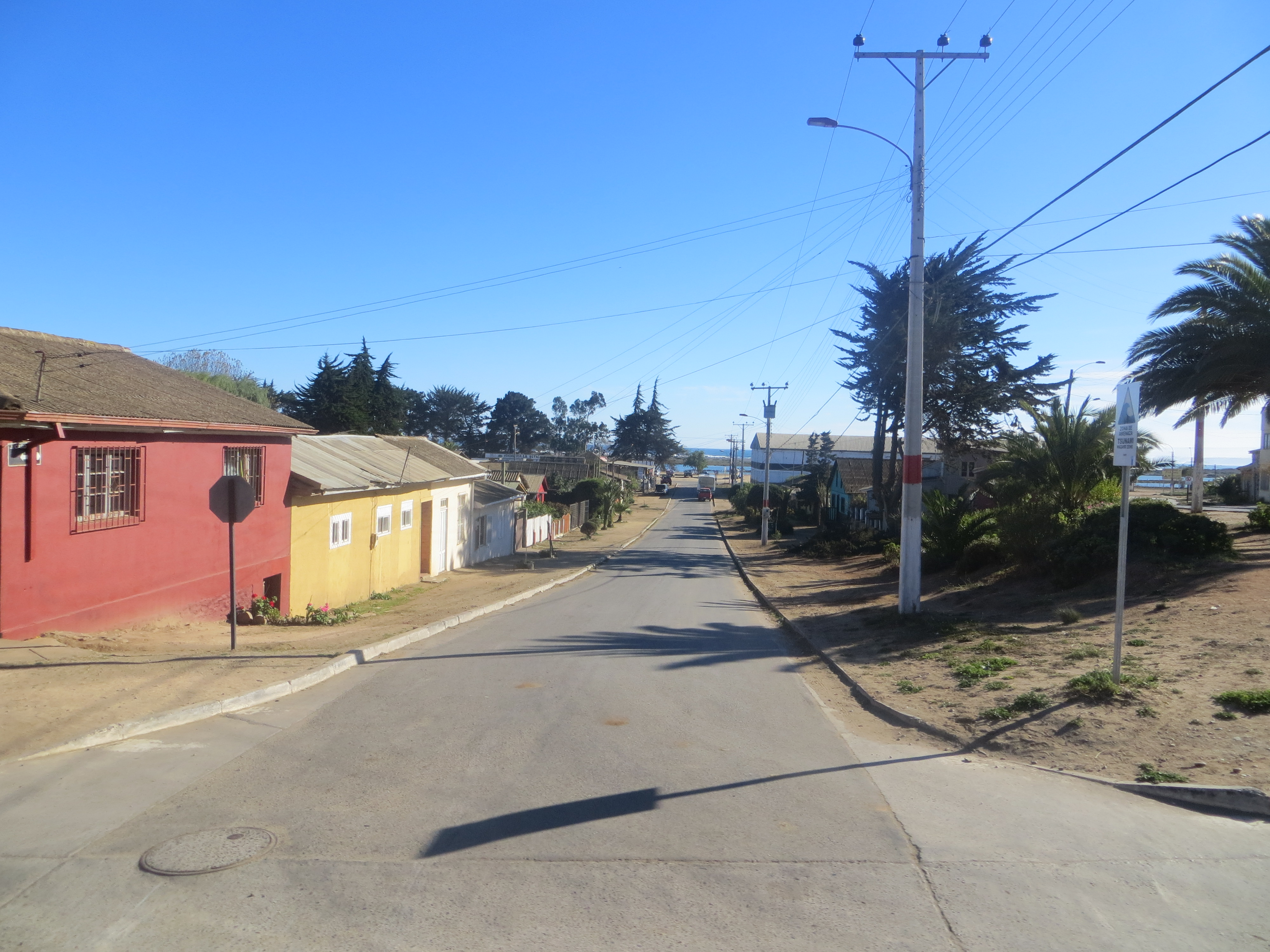
Calle Alcalde Caro Martínez en el barrio Pavez Polanco de Pichilemu.

De acuerdo con el artículo José María Caro Martínez, Primer Alcalde de Pichilemu de José Arraño Acevedo y publicado en 1980, después de su retiro de la política en 1906, Caro Martínez «siguió atento a todo lo que fuera en pro de la comuna». Fue suscriptor de El Puerto, el primer periódico publicado en Pichilemu, con solo tres ediciones. En su primera edición, con fecha 16 de enero de 1908, un artículo señala que José María Caro y Exequiel Fernández fueron premiados con 200 pesos en un sorteo realizado el día anterior en la sede del periódico La Unión en Santiago.
En septiembre de 1916, enfermó de una afección desconocida que venció «su recia constitución física» provocándole la muerte en la noche del 11 de noviembre de ese año, a la edad de 86 años. Fue incinerado y enterrado en un mausoleo construido por su hijo José María en el cementerio parroquial de Ciruelos.
Casi ochenta años después de su muerte, el gobierno del alcalde René Maturana decretó en diciembre de 1991, como parte de las celebraciones del centenario de la creación de la comuna, renombrar varias calles de Pichilemu, cuyos nombres originales causaban «confusión porque estaban repetidos en otras calles», por nombres de personas relevantes de la historia local. Así, la calle J. M. Caro del barrio Pavez Polanco fue renombrada a calle Alcalde Caro Martínez, en honor del primer alcalde de la comuna.

## Familia

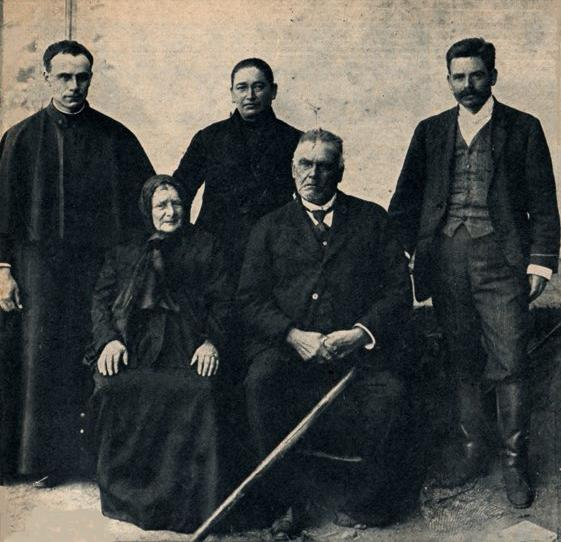
Familia Caro Rodríguez. Adelante: Caro Martínez y su esposa Rita; atrás, de izquierda a derecha, sus hijos José María, Rita y Pedro Pablo.

Caro Martínez contrajo matrimonio con Rita Rodríguez Cornejo (1833-7 de agosto de 1931) en la capilla de San Antonio de Petrel el 20 de febrero de 1860. El matrimonio tuvo nueve hijos, todos nacidos en San Antonio de Petrel. En orden de nacimiento: Rita, Cristina, Petronila, José María, Pedro Pascual, Francisco Adriano, Pedro Pablo, Cayetana y Rosa.
De ellos, José María (1866-1958), presbítero, ejerció como arzobispo de Santiago de Chile desde 1939 hasta su muerte y en 1946 fue designado como el primer cardenal de la Iglesia católica chilena; Francisco Adriano, nacido en 1870, se involucró en política, como su padre, ejerciendo por varios periodos como regidor de la comuna de Pichilemu desde 1906 hasta el 24 de diciembre de 1925, cuando fue elegido como el octavo alcalde de la comuna después de la renuncia de Luis Barahona Fornés, ocupando el cargo hasta el 22 de mayo de 1927, cuando el presidente Carlos Ibáñez del Campo designó en su reemplazo a Evaristo Merino Canales; por último, Pedro Pablo (1875-1959), abogado de la Universidad de Chile, ejerció su profesión libremente en Rancagua y como juez suplente en Castro y Peumo, entre otros lugares; Pedro Pablo también ejerció como secretario y tesorero de la municipalidad de Buin.